# Hovatoma perrieri
Hovatoma perrieri là một loài bọ cánh cứng trong họ Cerambycidae.